# Cyrillus van Antiochië
Cyrillus was patriarch van Antiochië van 283 tot 303. Hij stierf vreedzaam net voor de Christenvervolgingen door Diocletianus. Hij is heilig verklaard, zijn feestdag is 22 juli.